# مارسيلو أوغستو ماتياس دا سيلفا
مارسيلو أوغستو ماتياس دا سيلفا (26 أغسطس 1991 - 28 نوفمبر 2016) يعرف أكثر باسم مارسيلو كان لاعب كرة قدم برازيلي وكان يلعب مدافع في نادي شابيكوينسي  ولعب سابقا لصالح نادي فولتا ريدوندا وفلامنجو ولقد توفي في يوم 28 نوفمبر 2016 عقب كارثة رحلة خطوط لاميا الجوية 2933 عن عمر يناهز 25 سنة.

## روابط خارجية
- مارسيلو أوغستو ماتياس دا سيلفا على موقع قاعدة بيانات كرة القدم.إي يو (الإنجليزية)
- مارسيلو أوغستو ماتياس دا سيلفا على موقع Soccerway.com (الإنجليزية)